# لا ريوخا العليا
لا ريوخا العليا هي المنطقة التي تقع في أقصى غرب لا ريوخا ذاتية الحكم في إسبانيا. يُسمى مُنتسبوها ب ريوخالتينو.